# Vivières
Vivières ist eine französische Gemeinde mit 409 Einwohnern (Stand: 1. Januar 2022) im Département Aisne in der Region Hauts-de-France (frühere Region: Picardie). Sie gehört zum Arrondissement Soissons, zum Kanton Villers-Cotterêts und zum Gemeindeverband Retz en Valois.

## Geographie
Die Gemeinde Vivières liegt am Flüsschen Vandy, das hier noch Ru de Longavesne genannt wird und der Aisne zuströmt. Vivières umfasst die Ortsteile Longavesne, L’Épine, Le Ravi Cholet und L’Essart und liegt rund sechs Kilometer nördlich von Villers-Cotterêts am Nordrand des Domänenforsts Forêt de Retz. Im Süden endet das Gemeindegebiet im Forst an der Route du Faîte, die dem Höhenkamm folgt. Nachbargemeinden von Vivières sind Mortefontaine im Norden, Soucy und Puiseux-en-Retz im Osten, Villers-Cotterêts im Süden, Haramont im Südwesten sowie Taillefontaine im Westen.

## Bevölkerungsentwicklung
| Jahr                       | 1962 | 1968 | 1975 | 1982 | 1990 | 1999 | 2011 | 2018 |
| Einwohner                  | 356  | 372  | 360  | 313  | 337  | 385  | 407  | 392  |
| Quellen: Cassini und INSEE |      |      |      |      |      |      |      |      |

## Sehenswürdigkeiten
- Gehöft Ferme de l’Épine aus dem 13. Jahrhundert
- Schloss Mazancourt aus dem 16. Jahrhundert, 1982 als Monument historique eingetragen[1]
- Pfarr- und Wallfahrtskirche Sainte-Clotilde-de-l’Assomption aus dem 16. Jahrhundert
- Oratorium und Quelle Sainte-Clotilde am Waldrand
- Wegkreuz

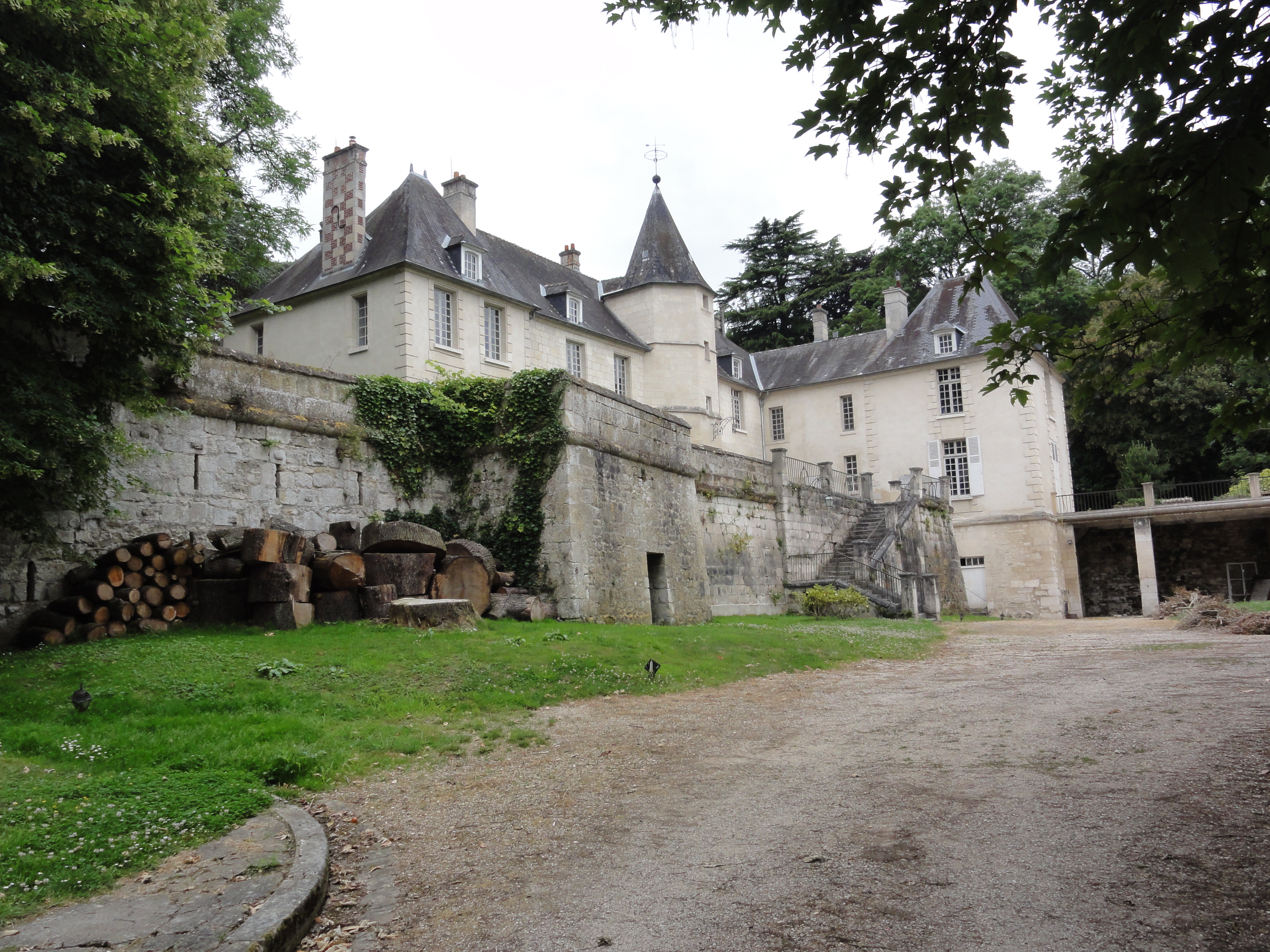
Schloss Mazancourt
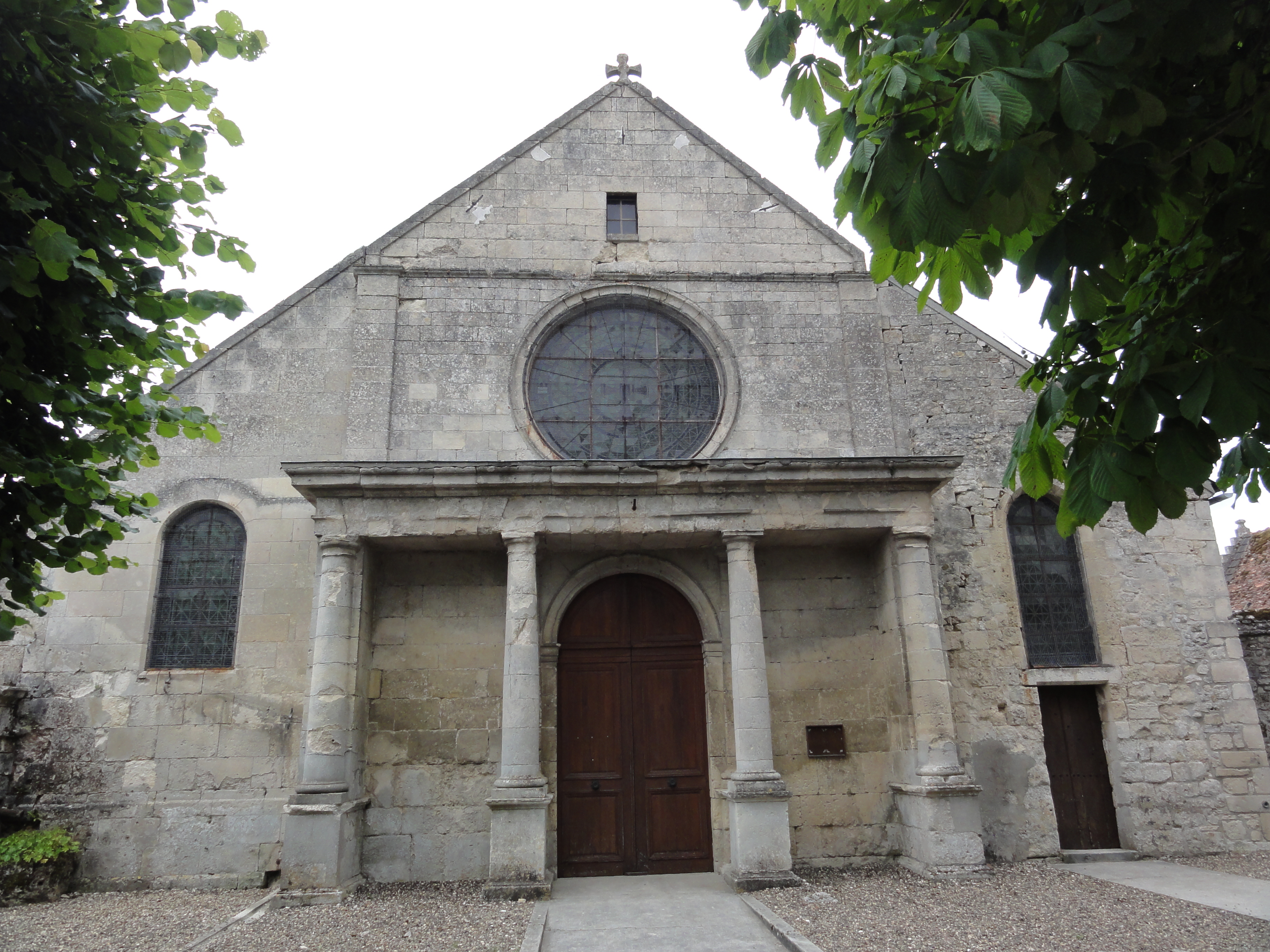
Kirche Sainte-Clotilde
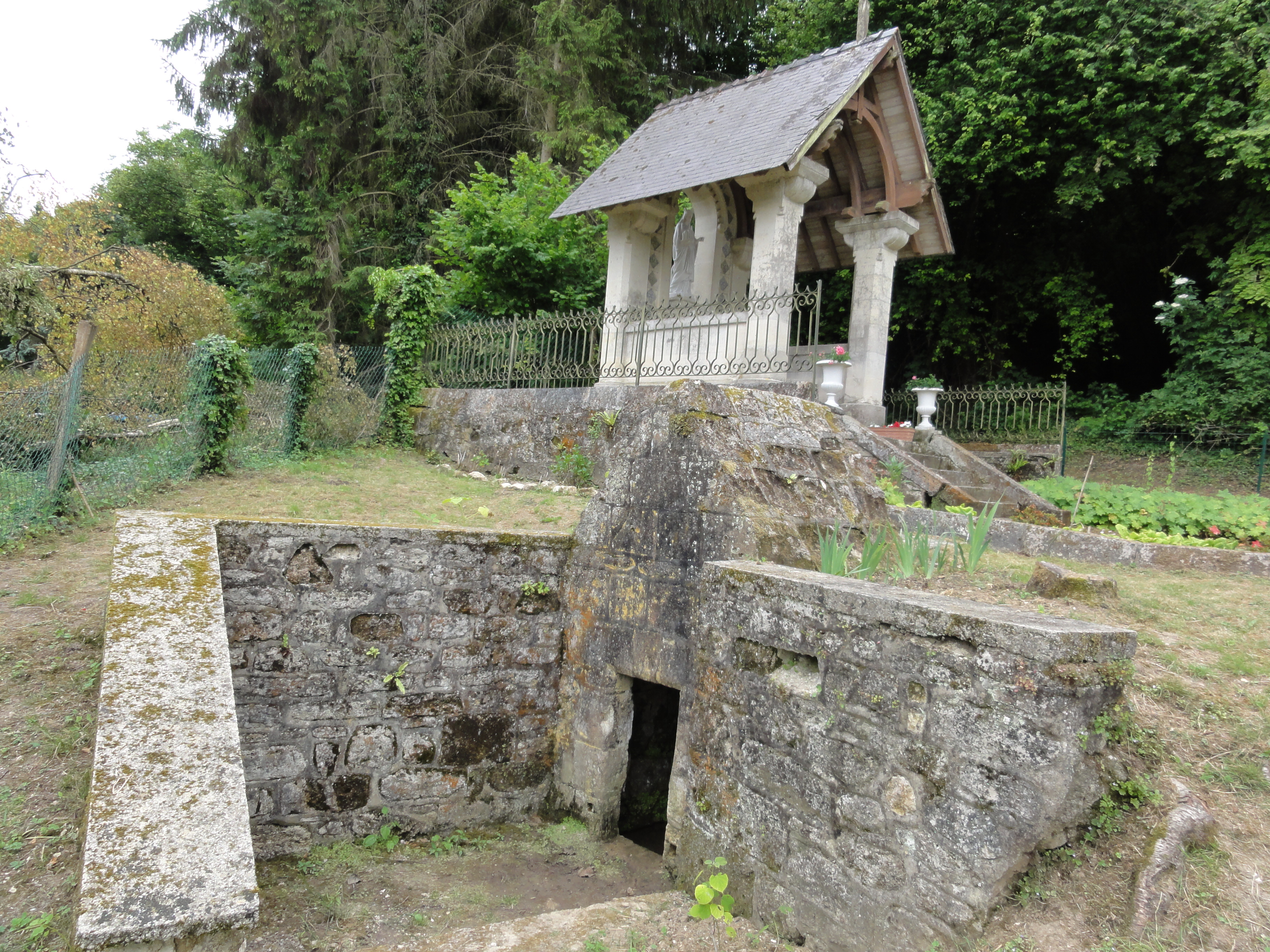
Oratorium und Quelle